# Buchener Volksblatt
Das Buchener Volksblatt. Heimatblatt für Odenwald, Erftal und Bauland war eine Tageszeitung, die von 1920 bis 1936 erschien.

## Geschichte
Das Buchener Volksblatt erschien im Verlag des katholischen Pressevereins Buchen. Die Zeitung musste im Zuge der Gleichschaltung der Presse in der Zeit des Nationalsozialismus im Jahr 1936 eingestellt werden.
Der Wartturm. Heimatblätter für das badische Frankenland erschien von Oktober 1925 bis zur Einstellung der Zeitung als Beilage des Buchener Volksblattes.